# 11. grönländischer Landesratswahlkreis
Der 11. grönländische Landesratswahlkreis war von 1951 bis 1979 ein Landesratswahlkreis in Grönland. Der Wahlkreis umfasste die Gemeinden Qeqertarsuaq und Vaigat.

## Vertreter
Folgende Personen vertraten den Wahlkreis:
| Wahlperiode | Landesrat                 | 1. Stellvertreter            | 2. Stellvertreter | Anmerkung                         |
| ----------- | ------------------------- | ---------------------------- | ----------------- | --------------------------------- |
| 1951–1955   | Jens Olsen (nicht 1954)   | Hans Egede Berthelsen (1954) | ?                 |                                   |
| 1955–1959   | Carl Olsen (nicht 1959 I) | ?                            | ?                 | Wahlkreis 1959 (I) ohne Vertreter |
| 1959–1963   | Andreas Nielsen           | ?                            | ?                 |                                   |
| 1963–1967   | Andreas Nielsen           | ?                            | ?                 |                                   |
| 1967–1971   | David Broberg             | Nathan Petersen              | Tobias Mølgaard   |                                   |
| 1971–1975   | David Broberg             | Aron Kristiansen             | Thomas Wille      |                                   |
| 1975–1979   | Knud Kristiansen          | Akvillas Larsen              | Aningâĸ Dalager   |                                   |